# Erwin Griswold

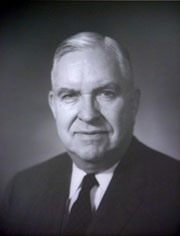
Erwin Griswold

Erwin Nathaniel Griswold (* 14. Juli 1904 in East Cleveland, Ohio; † 19. November 1994 in Boston, Massachusetts) war ein US-amerikanischer Jurist, Hochschullehrer und United States Solicitor General.

## Leben
Der Sohn eines Rechtsanwalts studierte nach dem Besuch der Shaw Public High School in East Cleveland zwischen 1921 und 1925 zunächst am Oberlin College und erwarb dort einen Bachelor of Arts (A.B.). Ein anschließendes Postgraduiertenstudium der Rechtswissenschaften an der Law School der Harvard University beendete er 1928 mit einem Bachelor of Laws (LL.B.) sowie 1929 mit einem Doctor of Juridical Science (SJD). Nach seiner Zulassung als Rechtsanwalt im Bundesstaat Ohio war er für kurze Zeit Anwalt bei Griswold, Green, Palmer & Hadden, der Kanzlei seines Vaters.
Kurz darauf trat er jedoch in das Justizministerium der Vereinigten Staaten ein und war dort zwischen 1929 und 1934 Sonderassistent des Attorney General.
1934 nahm er einen Ruf als Professor für Rechtswissenschaften an die Law School der Harvard University an und unterrichtete dort bis zu seiner Ernennung zum Dekan der Law School im Jahr 1946. Diese Funktion übte er bis 1967 aus und war zwischen 1957 und 1958 auch Präsident der Vereinigung der Amerikanischen Juristischen Fakultäten (Association of American Law Schools). Außerdem gehörte er von 1961 bis 1967 der Bürgerrechtskommission der Vereinigten Staaten (US Commission on Civil Rights) als Mitglied an.
Im Oktober 1967 wurde Erwin Griswold, der Mitglied der Republikanischen Partei war, von US-Präsident Lyndon B. Johnson zum Solicitor General berufen und nahm als solcher bis Juni 1973 den dritten Rang innerhalb des US-Justizministeriums ein.
Nach seinem Ausscheiden aus dem Regierungsdienst war er bis zu seinem Tod 1994 als Rechtsanwalt in der Anwaltskanzlei Jones Day tätig, einer Großkanzlei mit 2.200 Rechtsanwälten und Sitz in Washington. Er engagierte sich auch als Kurator (Trustee) des Oberlin College sowie der Historischen Gesellschaft des Obersten Gerichtshofes der Vereinigten Staaten.

## Mitgliedschaften
1941 wurde Griswold in die American Academy of Arts and Sciences gewählt. Seit 1955 war er Mitglied der American Philosophical Society und seit 1972 korrespondierendes Mitglied der British Academy.

## Veröffentlichungen
Erwin Griswold war darüber hinaus Autor mehrerer juristischer Fachbücher. Zu seinen Veröffentlichungen gehören:
- Spendthrift Trusts. 1936.
- Cases on Federal Taxation. 1940.
- Cases on Conflict Laws. 1942.
- The Fifth Amendment Today: Three Speeches by Erwin Griswold. 1955.
- Manley Ottmer Hudson. In: Harvard Law Review. 74(2)/1960, The Harvard Law Review Association, Cambridge, ISSN 0017-811X, S. 209–211.
- The Fifth Amendment Today: Law and Lawyers in the United States. 1992.